# Dasypoda gusenleitneri
Dasypoda gusenleitneri là một loài ong trong họ Melittidae. Loài này được Michez miêu tả khoa học đầu tiên năm 2004.